# Tapeinosperma gracile
Tapeinosperma gracile är en viveväxtart som beskrevs av Carl Christian Mez. Tapeinosperma gracile ingår i släktet Tapeinosperma och familjen viveväxter. Inga underarter finns listade i Catalogue of Life.